# Turdus maximus
Turdus maximus là một loài chim trong họ Turdidae.